# Монтейру Лобату
Монтейру Лобату (порт.-браз. Monteiro Lobato), настоящее имя Жозе́ Бе́нту Монте́йру Лоба́ту (порт.-браз. José Bento Monteiro Lobato, имя при рождении Жозе́ Рена́ту (порт.-браз. Renato) Монте́йру Лоба́ту; 18 апреля 1882, Таубате — 4 июля 1948) — один из крупнейших бразильских писателей, переводчик и художественный критик. Наиболее известен циклом произведений для детей под названием «Орден Жёлтого Дятла». Основатель одного из первых бразильских издательств Companhia Editora Nacional.

## Биография
Родился в Таубате, Сан-Паулу в семье Жозе Бенту Маркондеса Лобату и Олимпии Аугусты Монтейру Лобату. В семилетнем возрасте начал обучение в колледже и обратился с интересом к обширной библиотеке своего деда по материнской линии Жозе Франсиску Монтейру. В первые годы студенчества начал публиковать небольшие рассказы в газетах Pátria, H2S и O Guarany под псевдонимом Josben e Nhô Dito.
13 июня 1898 года отец Лобату умер от отёка лёгких. 22 июня 1899 года умерла и его мать, страдавшая депрессией.
В 1904 году получил степень бакалавра права и вернулся в Таубате, где познакомился со своей будущей женой Марией Пурезой да Нативидаде де Соуза и Кастру (Пурезиньей). Женился в 1908 году. В 1909 году родилась его старшая дочь Марта, в 1910 — сын Эдгар (умер в 1942 году), в 1912 — Гильерме (умер в 1939 году), а в 1916 — Рут.
Политически Лобату был сторонником государственной монополии на горнодобывающую и нефтяную промышленность. За свои либеральные взгляды он был арестован во время правления Жетулиу Варгаса в 1941 году. Монтейру Лобату умер в Сан-Паулу в 1948 году. Похоронен на кладбище Консоласан в Сан-Паулу.

## Творчество
«Орден Жёлтого Дятла», описывающий приключения детей на бразильской ферме, соединяет элементы реальности и сказки. В нём участвуют дети, говорящие куклы, а также персонажи известных сказок. С целью облегчения задачи школьного образования Лобату ввёл в текст образовательные элементы: для понимания сказки требуется знать сюжеты других сказок, а также необходимы просто знания, например, из истории и мифологии, которые изучают в школе.
Книги Лобату были и остаются чрезвычайно популярными в Бразилии, по ним были поставлены телевизионные программы. «Орден Жёлтого Дятла» был экранизирован пять раз, в 1952, 1964, 1967, 1977 и 2001 годах[уточнить].
Монтейру Лобату был также известным журналистом, регулярно пишущим в известные газеты и журналы. В частности, в 1922 году он резко критиковал прошедшую в Рио-де-Жанейро Неделю современного искусства (порт. Semana da Arte Moderna), ставшую ключевым событием для присоединения Бразилии к современным художественным течениям. В 1919 году он приобрёл Revista do Brasil, один из первых бразильских литературно-художественных журналов, а в 1920 году основал собственное издательство. В дальнейшем он участвовал в основании двух крупных бразильских издательств, Companhia Nacional и Editora Brasiliense.
Кроме того, Монтейру Лобату был переводчиком с английского языка. В частности, он перевёл на португальский сказки «Алиса в Стране чудес» и «Алиса в Зазеркалье».
Произведения Монтейру Лобату были переведены на испанский, итальянский, польский, эстонский, украинский, болгарский, латышский, китайский, тибетский и русский  языки.

### Переводы и пересказы
- Монтейру Лобату, Сказки тётушки Настасии, перевод с португальского С. Гиланова и В. Низского, редакция и обработка И. Тыняновой. М.: Детгиз, 1958. (Переиздание 2006 года)
- Монтейру Лобату, Орден Жёлтого Дятла, пересказ с португальского И. Тыняновой. М.: Детская литература, 1961. (Переиздания 1967, 1987, 1992, 1993, 1996, 2012, 2013, 2016 годов)[16]
- Монтейру Лобату, Эмилия в Стране Грамматики, вольный перевод с португальского Е. Бережковой. М.: Октопус, 2021.
- Монтейру Лобату, Арифметика Эмилии, перевод с португальского Е. Бережковой. М.: Октопус, 2022.

### Детские книги
- «Девочка со вздёрнутым носом» (1920)
- «Носишкины забавы» (1931)
- «Путешествие в небо» (1932)
- «Охотничьи подвиги Педриньо» (1933)
- «Всеобщая история для детей» (1933)
- «Автобиография Эмилии и Питера Пэна» (1936)
- «Эмилия в стране грамматики и её книга по математике» (1934)
- «География доны Бенты» (1935)
- «Беседа с доной Бентой и История изобретений» (1937)
- «Дон Кихот для детей» (1936)
- «Дворец виконта» (1937)
- «Сказки тетушки Настасии» (1937)
- «Желтый дятел и реформирование природы» (1939)
- «Минотавр» (1937)
- «Ключ к размеру» (1942)
- «Басни» (1942)
- «Двенадцать подвигов Геракла» (2 тт; 1944)

## Экранизации
- O Saci (фильм, 1951)
- Sítio do Picapau Amarelo (телесериал, 1952—1963)
- O Pica-pau Amarelo (фильм, 1973)
- Sítio do Picapau Amarelo (телесериал, 1977—1986)
- Sítio do Picapau Amarelo (мультсериал, 2012—2016)